# Bauhausstraße 18 (Weimar)

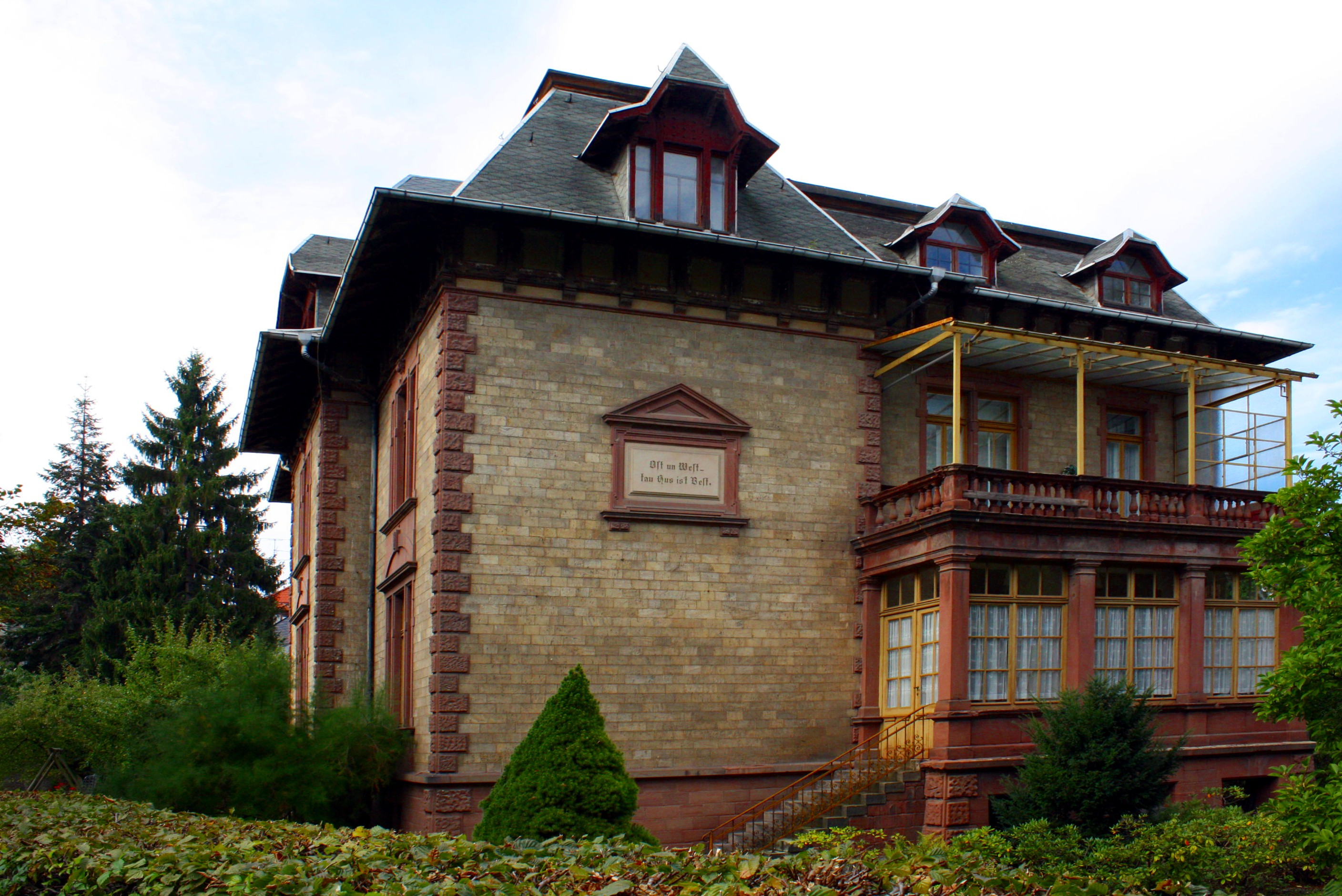
Bauhausstraße 18 Weimar

Das historistische Gebäude Bauhausstraße 18, genannt auch Stavenhagen-Villa in Weimar, ist ein unverputzter Natursteinbau. Der Sockelbereich ist aus Sandstein, während die darüberliegenden Mauern aus Kalkstein sind. Auch der Bereich des Treppeneinganges mit dem darüberliegenden Balkon ist aus Sandstein.
Von der Straßenseite zur Berkaer Straße hin zeigt sich das Gebäude mit einem großen Mittelrisaliten. Auch auf der Hofseite weist dieses einen auf.
Die zweigeschossige Villa in der Bauhausstraße (ehemals Kurthstraße) mit einem Balkon und Wintergarten und Mansarddach weist eine Besonderheit auf, die für Thüringen untypisch ist:
Sie hat an zwei gegenüberliegenden Hausseiten jeweils eine gerahmte Tafel mit den Inschriften:
Nord un Süd,
de Welt is wid
und
Ost un West
tau Hus is't Best.
Der plattdeutsche Vers ist ein norddeutsches Sprichwort und kommt u. a. im Tau un in dei Frömm, Frommann, Jena 1865 von Carl Bornewiek vor. Bei Bornewiek ist er leicht abgewandelt. Die Erzählung Bornewieks wurde in der Protestantischen Kirchenzeitung 1866 besprochen.
Übersetzt heißt dieser etwa so: 
Nord oder Süd,
die Welt ist weit.
und
Osten oder Westen
Zuhaus ist es am Besten.
Norddeutsche Bezüge hat das Gebäude durch seine Bewohner. Im Jahre 1890 bezog dieses Bernhard Stavenhagen, ein Schüler von Franz Liszt, mit seiner Frau Agnes Stavenhagen, das damals ein Neubau war. Der Vater Bernhards, der Kaufmann Wilhelm Stavenhagen, war der Bauherr. Er, der Vater, bezog dieses mit seiner Frau Martha Dorothea geb. Hilschner (genannt Marie) ebenfalls 1891. Es blieb nicht aus, dass die Villa zum kulturellen Treffpunkt in Weimar wurde. Einer, der die Familie am häufigsten besuchte, war der Philosoph Rudolf Steiner. Wilhelm Stavenhagen wiederum vermittelte den jungen Max Hecker an das Goethe- und Schiller-Archiv. Wohnhaft war hier auch der Fotograf Günther Beyer und betrieb hier gewissermaßen ein privates Institut, dass er "Beyers Wissenschaftliches Institut für Projektionsfotografie" nannte.
Das Gebäude steht auf der Liste der Kulturdenkmale in Weimar (Einzeldenkmale).